# Varjak lakomája
A Varjak lakomája (eredeti címe: A Feast for Crows) George R. R. Martin A tűz és jég dala című fantasy regényciklusának negyedik kötete.
A Kardok vihara 2000-es befejezése után Martin a következő könyvben öt évvel későbbre helyezte volna a cselekményt, ám állítása szerint így a számtalan karakter visszaemlékezései miatt élvezhetetlen lett volna a könyv. Elvetette az ötletet, majd egy év munka után elölről kezdte a kötet írását. Ez a döntés vezetett oda, hogy a viszonylag gyors egymásutánban megjelentetett első három könyv után a Varjak lakomájára 5 évet kellett várni. Martint az utóbbi években sok kritika érte az általa bejelentett határidők áthágása, és a Varjak lakomája csonka mivolta miatt. Ez a kötet a nézőpont karaktereknek csak a felét tartalmazza, mivel Martin a könyv írása során annak hossza miatt a nézőpont-karakterek szerinti szétválasztás mellett döntött. A nehézségek ellenére kiadása után a könyv a New York Times toplistájának élére került, Martint pedig a Time az "amerikai Tolkiennek" titulálta.
Tehát valójában a Varjak lakomája és a következő kötet, a Sárkányok tánca egy könyv, de terjedelmi okokból két kötetben megjelenítve. A cselekmény szempontjából sem kronológiailag, hanem csupán földrajzilag vannak elválasztva egy bizonyos pontig. A Sárkányok tánca hosszabb mű, mint a Varjak lakomája, így egy ponton találkozhatunk benne a Varjakból ismert nézőpontkarakterekkel is. Ez azt jelenti, hogy onnantól a könyv túlhaladt a Varjak lakomája időkeretén.

## A történet
Az ősi Westeros földjén lassan véget ér a hosszú, véres háború. Észak ifjú királya halott, családja ősi székhelye romokban hever, a sebeiket nyalogató hadvezérek és királyi házak meghúzzák magukat. A nyugalom azonban látszólagos - a koncért mások is vetélkednek. A Vas-szigetek harcias népe a Hét Királyság zöld földjeire vágyik, miközben a kikötőkben egyre több tengerész regél a Sárkánykirálynőről és három sárkányáról.
|  | Alább a cselekmény részletei következnek! |

Királyvárban Cersei Lannister Régenskirálynő próbálja megerősíteni uralmát Királyvárban és a Hét Királyságban, ám mesterkedései nem vezetnek mindig jóra. Miután apja, Tywin Lannister meghalt, parancsot ad ki az Ördögfióka megtalálására. Cersei úgy véli, Tyrion még Királyvárban van, ezért felégeti a Segítő Tornyát, abban a reményben, hogy a törpe bentég. Kihirdeti, hogy aki elhozza neki a törpe fejét, főúri címet kap. Sokan próbálkoznak eleget tenni e kérésnek, sikertelenül, a talált törpék fejét elhozzák, ám egyik sem Tyrioné. Kevan nagybátyja elutasítja a Király Segítője címet, de javaslatot tesz arra, hogy elfogadja, amennyiben Cersei visszatér Kaszter-hegyre és a régensi címet is neki adományozza. Cersei ezt nem fogadja el. Be akarja bizonyítani, hogy jobb uralkodó is lehet, mint apja volt.
Kevan tanácsaira nem hallgatva átformálja a kistanácsot. Mace Tyrell-től megtagadja a pénzmester pozícióját, saját támogatóit ülteti a kistanácsba. Cersei a Szabad Városokból kölcsönzött címeket adott a kistanács tagjainak: A Király Segítője posztra Ser Harys Swyft-et, a főkincstárnok címre a köhögő Gyles Rosby-t, főadmirálisnak Vizes Aurane-t, Hullámtörő fattyát, főbírának Orton Merryweather-t tette meg, a besúgókat pedig Qyburn, a láncát vesztett, a Bátor Bajtársak egykori mestere kapja. Cersei arra gyanakszik, hogy a Tyrellek a hatalom megragadására készülnek. Ezt a gyanúját megalapozza, hogy Qyburn egy égikerti érmét talál Tyrion cellájánál (melyet valószínűleg Varys hagyott ott abban a reményben, hogy viszályt szítson a Tyrellek és Lannisterek között). Cersei el szándékozik távolítani a Tyrelleket a fontosabb pozíciókból. Margaery-t hozzáadják Tommenhez feleségül.
Cersei megismerkedik Taena Merryweather-rel, Margaery társalkodónőjével, aki elmondja, hogy Margaery kémkedik utána Sennelle-en, Cersei szolgálóján keresztül. A királyné Qyburn-re bízza a lányt... Taena Cersei bizalmasa lesz. Gyles Rosby belehal a köhögésébe (és talán Pycelle nagymester ápolásába), így Cersei a pénzmesteri posztra teszi Ser Harys Swyft-et, a Király Segítőjének pedig Taena férjét, Orton Merryweather-t lépteti elő.
Cersei elidegenedik Jaime-től és a Folyóvidékre küldi. A Tyrellek fele visszatért Égikertbe Olenna Tyrellel. Mace Tyrell Viharvég ostromára indul.
A királyné nem hajlandó törleszteni a korona adósságait a braavos-i Vasbanknak és a Hit-nek. Ennek eredményeképp a Hit megtagadja Tommen uralmát, a Vasbank pedig követeli Westeros minden adósságának visszatörlesztését és megtagadja az új hitelek felvételét. A Királyságban ez gazdasági káoszt eredményez, ám Cersei egy királyi flotta felállítását szorgalmazza - mivel nem szívesen támaszkodik a Tyrell-ek arbori flottájára - melynek parancsnokává Vizes Aurane-t teszi meg.
Ser Balon Swann-t küldetéssel bízza meg. Elküldi a lovaggal Ser Gregor Clegane fejét Dorne-ba, valamint egy levelet, melyben Myrcella hercegnőt és jegyesét visszahívja Királyvárba, valamint Doran herceget kéri a kistanácsba. Ám Cersei terve szerint, az úton meggyilkolnák Trystane herceget a Királyerdőben és Tyrion-t tennék érte felelőssé, nem a királyné emberei kerülnének gyanúba.
Cersei arra törekszik, hogy a Hitet a korona mellé állítsa és eltörölje annak adósságait, így a Főseptonnak engedélyezi, hogy felállítsa a Hit Harcosait.
Cersei megkéri Falyse Stokeworth-öt és férjét, hogy Feketevízi Ser Bronnt tegyék el láb alól, s majd feleségének, Lollys Stokeworth-nek talál majd egy új férjet. Ám a terv rosszul sül el, Falyse férjét Bronn megölte egy párbajban és birtokba vette Stokeworth-öt. Így, hogy az incidens ne derüljön ki, Cersei Qyburn-re bízta Falyse-t.
A vasemberek elfoglalták a Pajzs-szigeteket, ám a Tyrelleknek csak Arbor flottájának segítségével van esélyük megállítani őket, mely azonban Sárkánykő falai alatt állomásozik. Cersei nem hajlandó a flottát elengedni, ám Ser Loras Tyrell felajánlja, hogy elfoglalja Sárkánykőt. A sikeres hadművelet után fiú súlyos sebesüléssel tér vissza.
Cersei retteg egy fiatalkorában kapott jóslattól, melyet egy Maggy (maegi) nevű vénasszonytól kapott.
(...) Királynő leszel... míg nem jön egy másik, fiatalabb és szebb, hogy földre taszítson és elvegyen mindent, mi kedves szívednek... (- A királynak és nekem lesznek gyermekink?) Ó, igen. Hat és tíz neki, három neked... Aranyból lesz a koronájuk, s aranyból a halotti leplük is. És mikor a könnyeidben fuldokolsz, a valonquar a sápadt kis nyakad köré fonja ujjait, és kiszorítja belőled az életet.
Cersei úgy hiszi a fiatal királynő Margaery, a valonquar pedig 'kis testvér"-t jelent (Tyrion, Jaime).
Cersei cselszövésre készül Margaery ellen. Azt tervezi, hogy paráznasággal vádolja meg. Elcsábítja Osney Feketeüstöt, megbízza, hogy a Fősepton előtt vallja meg Margaery paráznaságát. Pycelle nagymester elárulja, hogy Margaery-nek holdteát készített tötbb alkalommal. Cersei letartóztatja a Kék Bárdot, Margaery kedvenc dalnokát, aki Qyburn kínzása után elárulja, hogy Margaery kényeztette magát, míg az unokatestvérei a dalnokot izgatták. Ezenkívül megnevezi Margaery állítólagos szeretőit, köztük Ser Talladot, Jalabhar Xho-t, Osney Feketeüstöt. A Fősepton letartóztatja Margaeryt. A kis királynét megvizsgálják a septák és kijelentik, hogy a szűzhártyája már nem ép. Cersei meglátogatja Margaery-t, majd a Főseptont, aki gyanakvással tekint az ügyre. Ser Osney-t megkorbácsoltatta, így ő bevallotta az igazságot, miszerint Cersei vele ölette meg az előző főseptont és testi kapcsolatot folytatott a régenskirálynővel. Cerseit is börtönbe vetik. Qyburn meglátogatja és elmondja neki, hogy a bajnoka készen áll... Cersei a tárgyalására vár, Jaime-nek egy levelet küld, melyben segítségét kéri.
Kevan Lannister visszatér a városba és elfoglalja a régens pozícióját. Ser Osfryd Feketeüst-öt leváltják a Városi Őrség parancsnokának posztjáról. Taena és férje elmenekült a városból. Vizes Aurane az újonnan épült flottával vitorlát bontott a Keskeny-tengeren. Mace Tyrell felhagy Viharvég ostromával és Királyvárba indul.
Jaime eltávolodik a nővérétől, aki egyre jobban megveti őt. Felkérte őt, hogy legyen a Király Segítője, hogy együtt uralkodhassanak, ám Jaime hű maradt esküjéhez, ezért elutasította nővérét. Cersei a folyóvidékre küldi Jaime-t, hogy rendet teremtsen. Titokban Ser Illyn segítségével gyakorolja a kardforgatást jobb keze elvesztése miatt. Darryban Jaime meglátogatja Lancel-t, aki házasság révén Darry nagyura lett, ám nagy változáson ment keresztül. Sem hitvesi, sem úri kötelességeinek nem akar eleget tenni. Elárulja, hogy meg akar szabadulni bűnei terhétől, ezért böjtöl és a Hit szolgálatában akar állni. Királyvárba indul, hogy beálljon az újonnan felállított Harcos Fiai közé. Jaime következő állomása Harrenhal, ahol rendet kíván teremteni. Ser Gregor és Vargo Hoat ott maradt embereit magával viszi, Harrenhal várnagyává pedig Ser Hasty Bonifer-t teszi meg. A várban fogva tartott Wylis Manderly-t Vörös Ronnet Conningtonnal Szűztóba, onnan pedig Fehérrévbe küldi. 
Az úton felakasztott emberekkel találkoznak. Zúgót Daven Lannister és a Frey-ek ostromolják sikertelenül. A folyóvidék urai (Mallister, Bracken, Piper, Vance) mind behódoltak már Brynden Tully és a Blackwoodok kivételével. Unokatestvérétől, Daventől megtudja, hogy Zúgó új ura, a mániákus Emmon Frey, aki a királytól kapott papírjával bizonygatja jogát a kastélyhoz. Az ostromló tábor felett egy bitófát állíttatott fel Ryman Frey, és azzal fenyegetőznek minden nap, hogy Edmure Tully-t felakasztják, ám a Fekete Hal hajthatatlan. Edmure felesége, Roslin Frey terhes, de reménykednek, hogy lány lesz, ellenkező esetben Edmure-ra már nincs szüksége Lord Waldernek. Jaime tárgyalni hívja Brynden Tully-t, és felszólítja, hogy adja fel Zúgót, vagy százak fognak meghalni. Ezenkívül a várban fogva tartott Westerlingekért (köztük Robb Stark felesége, Jeyne) Jaime felajánlja, hogy átadja neki Edmure-t. A Fekete Hal azonban nem bízik Jaime-ben, minden ajánlatát elutasítja. Jaime érzi, hogy meg kell szegnie Catelyn úrnőnek tett esküjét, miszerint nem fog fegyvert Tully-k ellen, ezért elengedi Edmure Tully-t, visszaküldi Zúgóba, hogy feladja a várat. Jaime utasítja a Frey-eket, hogy küldjék el neki az Ikrekben lévő foglyokat és visszaküldi Ryman Frey-t szajhakirálynőjével együtt, ám az úton törvényenkívüliek elfogják és felakasztják őket. Brynden Tully a vár átadásakor megszökött a folyón úszva. Jaime Kaszter-hegyre küldi Edmure-t és a Westerlingeket nagyszámú kísérettel. Zúgóban megismerkedik egy Hét Tom nevű dalnokkal. Egy éjjel felébred és észreveszi, hogy a szabadban eleredt a hó. Ekkor kétségbeesett levelet kap Cerseitől, melyben segítségét kéri, de Jaime nem indul el megmentésére.
Havas Jon egy küldetést bíz Sam Tarlyra. Elküldi őt, Aemon mestert, a dalnok Dareont, Szegfűt és gyermekét Óvárosba, a Fellegvárba, hogy mesterláncot szerezzen, hisz szükség lehet még rá a közelgő háborúban. Kiderül, hogy a gyermek, nem Szegfűé, hanem Dalláé, a vad királynőé, és Jon Melisandre tüzétől féltette a gyermeket, ugyanis benne is királyi vér folyik, melyre szükség Melisandre varázslatához, hogy felébressze a kősárkányokat. Braavosban Dareont megrészegítik a szajhák és a bor, és elfeledkezik feladatáról. A hajóúton Aemon mester gyengül és állapota egyre rosszabb. Hallanak a Sárkánykirálynőről, és Aemon mester utolsó óráiban elmondja, hogy talán Daenerys az, aki beteljesíti majd a próféciát és Óvárosból küldjenek neki támogatást. Aemon mester meghal végül a tengeren. Szegfű és Sam szerelmesek lesznek. Mikor megérkeztek a Fellegvárba, Sam mindent elmond Marwyn főmesternek az Elsők Öklén történtektől Braavoson át egészen Aemon mester sejtéséig a próféciáról. Marwyn azonnal útra kel a Sárkánykirálynőhöz. Sam növendéknek áll, a főmester elmondása szerint, hamarosan nagy szükség lesz egy mesterre a Falon. Találkozik ezenkívül pár diákkal is, köztük Alleras-szal, a Szfinx-szel és Pate-tel.
Sansa Lord Petyr Baelish védelmében játssza szerepét Szikla Alayne-ként, miközben Kisujj megerősíti hatalmát a Völgyben a Nyilatkozattévő Urakkal szemben és újabb terveket szövöget. Lysa úrnő halálának körülményeit végül az égicellában fogva tartott és kínzott Marillion, a dalnok is alátámasztja és bűnösnek vallja magát. Csellel maga mellé állítja Nestor Royce-ot, a Hold Kapujának várnagyát. Mivel Lyn Corbray tárgyalás közben kardot rántott, így megsértve Kisujj vendégszeretetét, Petyr próbaidőt követel a Völgy Uraitól Robert gyámapjaként a Völgy irányítására. Ez idő alatt a Nyilatkozattévő Urakat félre kívánja állítani. Sansát hozzá tervezi adni "Örökös" Harry-hez, azaz Harrold Hardyng-hez, aki Robert Arryn esetleges halála után a Völgy jogos ura lesz. Így Sansa felfedheti majd kilétét és a Völgy, valamint Deres is az övé lesz.
Tarthi Brienne elindul útjára Jaime Lannister megbízásából, hogy teljesítse Catelyn Starknak tett esküjét. Sansa Starkot igyekszik megtalálni, arra gyanakszik, hogy a lány a Vérebbel vagy Ser Dontos Hollarddal, a bolonddal oldott kereket Királyvárból Joffrey király menyegzője után. Útközben rájön, nem csak ő keresi a leányt, mások jutalmat remélnek megtalálásáért. Az úton rengeteg felakasztott embert lát. Verebekkel találkozik, valamint Ser Shadrich-kel, akinek a Pók ajánlott aranyat a Stark-leány megtalálásáért. Alkonyvölgybe vezet az útja, közben feltűnik neki, hogy egy fiú követi, aki nem más, mint Podrick Payne, Tyrion Lannister egykori fegyverhordozója, aki reméli, hogy Sansa úrnő urával van. Szűztóban Brienne találkozik Ser Hyle Hunttal, aki még Renly király seregében gúnyt űzött belőle és fogadásból el akarta venni a szüzességét. Brienne-t Lord Randyll Tarly elé vezeti, akitől megtudja, hogy Sansa úrnő nincs Szűztóban, sem a Sasfészekben, ugyanis nagynénje, Lysa úrnő meghalt, de Tarly végül kelletlenül útjára bocsátja. Egy fogadóban találkozik Fürge Dick-kel, aki azt állítja látott egy bolondot két leánnyal. Dick elvezeti Brienne-t a Hasadt-révbe a Crabb-ok régi erődjébe, a Suttogóba, ahol Brienne csak pár Véres Komédiást talál. A bolondnak hitt Shagwellt, Timeont és Disznót legyőzi, ám előtte megtudja, hogy a Vérebbel van a Stark-leány. 
A csetepaté után felbukkan Ser Hyle Hunt és csatlakozik Brienne-ékhez. Brienne a kifosztott Sóspárló felé akar indulni, ahol a Vérebet utoljára látták. Csatlakozik hozzájuk egy Meribald nevű septon és kutyája, Kutya. Elvezeti őket a Csendes-szigeten álló kolostorba, ahol Brienne az Idős Testvértől megtudja, hogy a Véreb meghalt, ő maga temette el. Ám a sírjáról valaki ellopta a sisakját, aki fosztogat és gyilkol a folyóvidéken. Brienne az istállóban megtalálja a véreb lovát, Idegent. Majd továbbindulnak és egy fogadóban szálltak meg. Brienne egy Renlyre nagyon hasonlító fiúval is találkozik, Gendryvel. A fogadót megtámadják a "Véreb" emberei. Brienne megküzd a kutyafejes sisakos Rorge-dzsal, majd Maró is rátámad, aki a húsába harap, amitől Brienne eszméletét veszti. 
Mikor felébred, a törvényenkívüliek közt találja magát, akik magukhoz vették a Véreb sisakját. Myr-i Thoros elmondja neki, hogy Beric Dondarrion meghalt. Átadta életét egy asszonynak, akit valószínűleg a folyó sodort a partra, miután a Frey-ek meggyilkolták. Így Kőszív úrnő lett a törvényenkívüliek vezetője, akiben Brienne felismeri Lady Catelyn-t, akit - miután a Freyek a folyóba dobták - Nymerya, Arya rémfarkasa húzott ki a vízből (Arya varglátomásában). Kőszív már nem az, aki rég volt, kegyetlen, és célja, hogy a Freyeket, a Boltonokat és a Lannistereket elpusztítsa. Felszólítja Brienne-t, hogy vagy megöli Jaime Lannistert, vagy meghal. Brienne hiába próbálja elmondani, hogy Jaime nem az, akinek hiszik. Kőszív parancsára felakasztják Ser Hyle Hunt-ot, Podrickot és Brienne-t. Brienne végül csak "egyetlen szót sikoltott".
A Vas-szigeteknek új királyra van szüksége. Hínárhajú Aeron királyválasztó ülést hív össze Ó-Wyken, a Szürke Király Csarnokában. A Tengerkő Trónusért vetekszik Balon Greyjoy lánya, Asha Balon fivéreivel, a megvetett Varjúszemű Euronnal és Victarionnal. Varjúszemű megnyeri magának a vasembereket. Felfedi tervét, miszerint a távoli Meereenben uralkodó Daenerys Targaryen és sárkányai segítségével meghódítja a Vas-szigetek népének a Hét Királyságot, ugyanis a Valyriában talált pokolkürtjével parancsolni tud a sárkányoknak. Öccsét, Victariont küldi a Vasflotta élén a világ leggyönyörűbb asszonyáért. Eközben a vasemberek elfoglalják a Pajzs-szigeteket, megtámadják az Arbort, és felfelé kezdenek hajózni a Manderen és fosztogatnak.
Megérkezik a hír Dorne-ba, hogy Oberyn Martell meghalt Gregor Clegane kezétől. Fattyú lányai, a Homokkígyók háborúzni akarnak, ám Doran herceg megakadályozza őket ebben. Lánya és örököse, Arianne Martell nem tolerálja apja gyengeségét, és gyanakszik, hogy inkább öccsét, Quentynt akarja örökösének, aki útra kelt a Keskeny-tengeren, de nem tudni hová. Myrcella Baratheon Trystane herceg jegyese, így Arianne dorne-i törvény szerint a lánynak adná a Vastrónt. Királynőcsináló kísérlete kudarcba fulladt, melynek végén Myrcella megsérül, védelmezője, Ser Vasszív Arys pedig meghal. Arianne-t bebörtönzik tettéért. Mikor Doran herceg magához hívatja, elmondja neki, hogy eredetileg azt tervezte, hogy ő lesz a Hét Királyság királynője, Viserys Targaryen feleségeként. Ám mivel a dothraki Khal Drogo meggyilkolta, most Quentyn-en a sor, hogy elhozza a Martell-ház legnagyobb vágyát, mely "Tűz és vér".
Braavos-ban Arya Stark a Fekete és Fehér Házában a Sokarcú Isten szolgálója lesz és bekerül az Arcnélküli Emberek soraiba. Megtudja, hogy ők nem csak egyszerűen képzett bérgyilkosok, hanem egy régi vallási szekta. Arya elrejti kilétét, és a Csatornák Macskája lesz, ugyanis meg kell válnia régiénjétől és kincseitől, ám Tűt megtartja és elrejti. A kedves ember az árvára bízza Macska oktatását. Braavos-iul tanul és az arcát is igyekszik megtanulni uralni. Rájön, hogy a Sokarcú Isten valójában a halál istene. Novíciaként halottakat mosdat, átkutatja ruháikat, ezután a holttesteket az alsó szentélybe viszik, ahová csak a papok léphetnek be, így Arya nem tudja mit tesznek velük. A kikötőkben kagylót és rákot árul egy Brusco nevű kereskedő megbízásából. Találkozik Sam Tarlyval, akit megvéd két bravo-tól. Ahányszor visszatér a Fekete és Fehér Házába, három új dolgot kell tudnia. Rengeteg barátot szerez a kikötőben, köztük kurtizánokat, koldusokat, komédiásokat, akiktől sok dolgot hall. Megismerkedik Dareonnal, a dalnokkal, aki az Éjjeli Őrség tagja volt, elvágja a torkát és a csatornába dobja. Egy reggel vak kislányként ébred, de rájön, ez is tanulása része.
|  | Itt a vége a cselekmény részletezésének! |

## Főszereplők
A regény egyes szám harmadik személyben íródott, tizenkettő főszereplő, illetve a prológusban egy mellékszereplő szemszögéből látjuk az eseményeket. A könyv főszereplői és fejezeteik száma:
- Prológus: Pate, a Fellegvár növendéke, az Alkimista meggyilkolja
- Cersei Lannister (X): Régenskirályné, Tommen Baratheon király anyja
- Ser Jaime Lannister (VII): a Királyi Testőrség parancsnoka, Cersei ikertestvére
- Tarthi Brienne (VIII): Tarth Szüze, Lord Selwyn Tarth lánya
- Sansa Stark (III): álnevén Szikla Alayne, Lord Petyr Baelish, a Völgy Védelmezőjének fattyú leánya, eredetileg a deresi Eddard Stark lánya
- Arya Stark (III): más néven Arry, Nan, Menyét, Galamb, Sócska, a Csatornák Macskája, eredetileg a deresi Eddard Stark második leánya
- Samwell Tarly (V): az Éjjeli Őrség tagja, kövér intéző, Havas Jon barátja
- Aeron Greyjoy (II): Hínárhajú Aeron, a Próféta, a Vízbefúlt Isten papja, Balon Greyjoy fivére
- Asha Greyjoy (I): a Kraken Lánya, Balon Greyjoy egyetlen leánygyermeke
- Victarion Greyjoy (II): a Vaskapitány, Balon Greyjoy fivére
- Areo Hotah (I): Doran Martell dorne-i herceg őrségének kapitánya
- Arianne Martell (II): Doran Martell herceg leánya és örököse, a "Királynőcsináló"
- Ser Vasszív Arys (I): a Királyi Testőrség tagja, Myrcella hercegnő védelmezője Dorne-ban, a "bemocskolt lovag"

## Magyarul
- Varjak lakomája. A Tűz és Jég dalának negyedik kötete; ford. Pétersz Tamás; Alexandra, Pécs, 2007
- Varjak lakomája. A Tűz és jég dala ciklus negyedik kötete; ford. Pétersz Tamás, Novák Gábor; 3. jav. kiad.; Alexandra, Pécs, 2013